# Georg Lorenz (Schauspieler)
Georg Lorenz, geboren als Georg Laurenz Teply, (* 24. Jänner 1903 in Neustadt an der Tafelfichte, Österreich-Ungarn; † 12. November 1947 in München) war ein österreichischer Kabarettist, Theater- und Filmschauspieler.

## Leben und Wirken

### Frühe Jahre am Theater
Der am äußersten Nordrand Böhmens geborene, aber in Wien und Innsbruck aufgewachsene Sohn einer Künstlerfamilie schloss sich nach eigener Aussage bereits mit 15 Jahren in Innsbruck der mundartlichen Theatertruppe rund um Ferdinand Exl an. An der Exl-Bühne sah man Georg Lorenz häufig in Bauernstücken nach Vorlagen von Ludwig Anzengruber und Ludwig Thoma. Er erhielt danach seine künstlerische Ausbildung bei Rudolf Beer. Es folgten Wanderjahre durch die böhmisch-mährische Provinz (etwa nach Pilsen Mitte der 1920er Jahre). In Brünn spielte er sieben Jahre lang alles, was ihm angeboten wurde; bäuerliche wie städtische Typen, in Lustspielen und Possen (u. a. Straßenmusik, Die Eisheiligen, Der Birnbaum, Die Gigerln von Wien, Die reizende Wirtin) wie auch (seltener) in ernsten Theaterstoffen (wie Minna von Barnhelm). Seit 1939 dauerhaft in Wien ansässig, sah man Lorenz unter anderem an der Scala Wien, am Raimundtheater, Wiens Komödie, dem Deutschen Volkstheater unter der Leitung von Walter Bruno Iltz sowie im Rahmen von Kabarettveranstaltungen und Musikrevuen, etwa in der Femina.

### Ausflüge zum Film und späte Bühnenjahre
Während des Zweiten Weltkriegs wurde Lorenz mit humorigen bzw. volkstümelnden Gemmen als Nebendarsteller in typisch Wiener Filmstoffen eingesetzt und trat an der Seite beliebter Lokalgrößen wie Hans Moser, Rudolf Prack, Wolf Albach-Retty, Hans Olden und Hans Holt auf. Oftmals verkörperte er hier schüchterne Jünglinge oder jede Art von „kleinen Leuten“ (Sekretäre, Schneider etc.).
Weiterhin sah man ihn aber auch in komischen Sketchen des Kleinkunstbühnenbetriebs, so etwa 1943 als Gegen- bzw. Mitspieler des Kollegen Olden in Tausend Worte wienerisch. Hier wie auch bei Revuen war Lorenz mehrfach sein eigener Autor. 1945 verschlug es den Österreicher nach Süddeutschland (vor allem München), wo er gleichfalls an Kleinkunstbühnen auftrat. Im Dezember desselben Jahres inszenierte er in Straubing das Stück Münchhausen kann nichts dafür mit Curd Jürgens, der das dortige Theater auch leitete, in der Titelrolle. Zwei Jahre darauf starb Georg Lorenz in der bayerischen Landeshauptstadt.

## Filmografie (komplett)
- 1941: Wir bitten zum Tanz
- 1941: Brüderlein fein
- 1942: Wien 1910
- 1942: Wen die Götter lieben
- 1942: Zwei glückliche Menschen
- 1943: Der weiße Traum
- 1943: Die goldene Fessel
- 1943: Schrammeln
- 1944: Glück bei Frauen
- 1944/47: Liebe nach Noten
- 1944/49: Der große Fall
- 1944/49: Wie ein Dieb in der Nacht

## Hörspiele (Auswahl)
- 1946: Johann Nestroy: Lumpazivagabundus. Zauberposse mit Gesang – Bearbeitung und Regie: Kurt Wilhelm (Hörspielbearbeitung – Radio München)[7]